# Metzisweiler
Metzisweiler ist ein Weiler auf der Gemarkung Eintürnen von Bad Wurzach im Landkreis Ravensburg in Oberschwaben.

## Lage
Metzisweiler liegt etwa 2,5 km nordöstlich von Wolfegg und 2 km östlich von Alttann. Es liegt zudem 8,5 km südwestlich von Bad Wurzach, 8,5 km südöstlich von Bad Waldsee, und 6,5 km nordwestlich von Kißlegg. Naturräumlich gehört Metzisweiler zum Westallgäuer Hügelland (Naturraum-Nr. 33), das Teil der Großlandschaft Voralpines Hügel- und Moorland (Großlandschaft-Nr. 3) ist.
Der Ort befindet sich an der Nordwestecke der sogenannten 7 Seen, zu denen der Metzisweiler Weiher, der Stockweiher, der Hasenweiher, der Holzmühlenweiher, der Brunnen Weiher, der Weiler Brunnen und der Langwuhrweiher zählen.
Metzisweiler liegt direkt am Metzisweiler Weiher. Der Weiher ist als Biotop und Landschaftsschutzgebiet ausgewiesen und ist Teil des FFH-Gebiets Feuchtgebiete bei Waldburg und Kißlegg.
Durch den Metzisweiler Weiher fließt der Wiesenbach, der über den Höllbach (lokal auch Rötenbach genannt) in die Wolfegger Ach mündet. Die Wolfegger Ach entwässert in die Schussen, die über den Rhein in die Nordsee fließt.

## Geschichte
Die erste urkundliche Erwähnung von Metzisweiler erfolgte im Jahr 1260 unter dem Namen Wetzliswiler. Dieser Name geht auf einen Personennamen zurück. Die Siedlung selbst wird in die Zeit des 8. oder 9. Jahrhunderts datiert. Ebenfalls im Jahr 1260 ist eine Güterschenkung an das Kloster Paradies bei Diessenhofen in der Schweiz belegt. Im Jahr 1439 wurde Metzisweiler mit der Herrschaft Wolfegg vereinigt. Es gibt zudem Hinweise auf eine abgegangene Burg in der Nähe des Ortes.
Die heutige St.-Gallus-Kapelle ist ein Neubau aus dem Jahr 1955, der einen im 18. Jahrhundert abgebrochenen Vorgängerbau ersetzt.

## Sehenswürdigkeiten

### Metzisweiler Weiher
Der Metzisweiler Weiher hat eine mittlere Tiefe von 1,8 Metern und ein Volumen von 472.000 Kubikmetern.
Im Weiher kommen zahlreiche Fischarten vor, darunter Rotauge, Rotfeder, Barsch, Karpfen, Zander, Brachse, Schleie, Güster, Wels, Aal und Hecht. Im Herbst 1985 wurden bei einem Ablassen des Weihers Graskarpfen entnommen.
Der Metzisweiler Weiher ist ein Natursee mit einer Liegewiese. Für Badegäste stehen Toiletten und Umkleidemöglichkeiten zur Verfügung.  Im August und September 2023 wurden jedoch mikrobiologische Auffälligkeiten im Metzisweiler Weiher festgestellt, was zu einem Badeverbot führte.
| Messdatum  | Escherichia coli in KBE/100 ml | Intestinale Enterokokken in KBE/100 ml | Wassertemp. in °C |
| 24.07.2023 | 77                             | 30                                     | 22,4              |
| 21.08.2023 | 4074                           | 3889                                   | 29,7              |
| 28.08.2023 | 2140                           | 661                                    | 19,3              |
| 04.09.2023 | 969                            | 1466                                   | 21                |
| 11.09.2023 | 2469                           | 1440                                   | 22,7              |
| 22.05.2024 | 61                             | 15                                     | 18                |
| 17.06.2024 | 0                              | 15                                     | 22,5              |

### St.-Gallus-Kapelle
Die St.-Gallus-Kapelle in Metzisweiler ist ein Rechteckbau mit Satteldach und einem massiven Giebelreiter, in dem sich eine Glocke befindet. Der heutige Bau stammt aus dem Jahr 1955 und ersetzte einen im 18. Jahrhundert abgebrochenen Vorgängerbau. In der Kapelle ist noch ein Teil der ursprünglichen Ausstattung, darunter einen kleinen Barockaltar aus dem 18. Jahrhundert.

## Verkehrsanbindung
Metzisweiler liegt an der Landesstraße L 317, die Wolfegg mit Eintürnen verbindet. Von Eintürnen aus führt die L 317 ostwärts über Arnach nach Leutkirch. Nach Norden gelangt man über die L 317a nach Bad Wurzach, wo eine Anbindung an die Bundesstraße 465 besteht. Die L 317 führt westwärts über Wolfegg nach Ravensburg.
Die nächstgelegenen Bahnanschlüsse befinden sich in Alttann und bei Bahnhof Wolfegg.
Ein direkter Anschluss an das Freizeitnetz des Radnetzes BW ist in Metzisweiler nicht gegeben, der nächste Zugangspunkt liegt bei Bahnhof Wolfegg.